# BL755

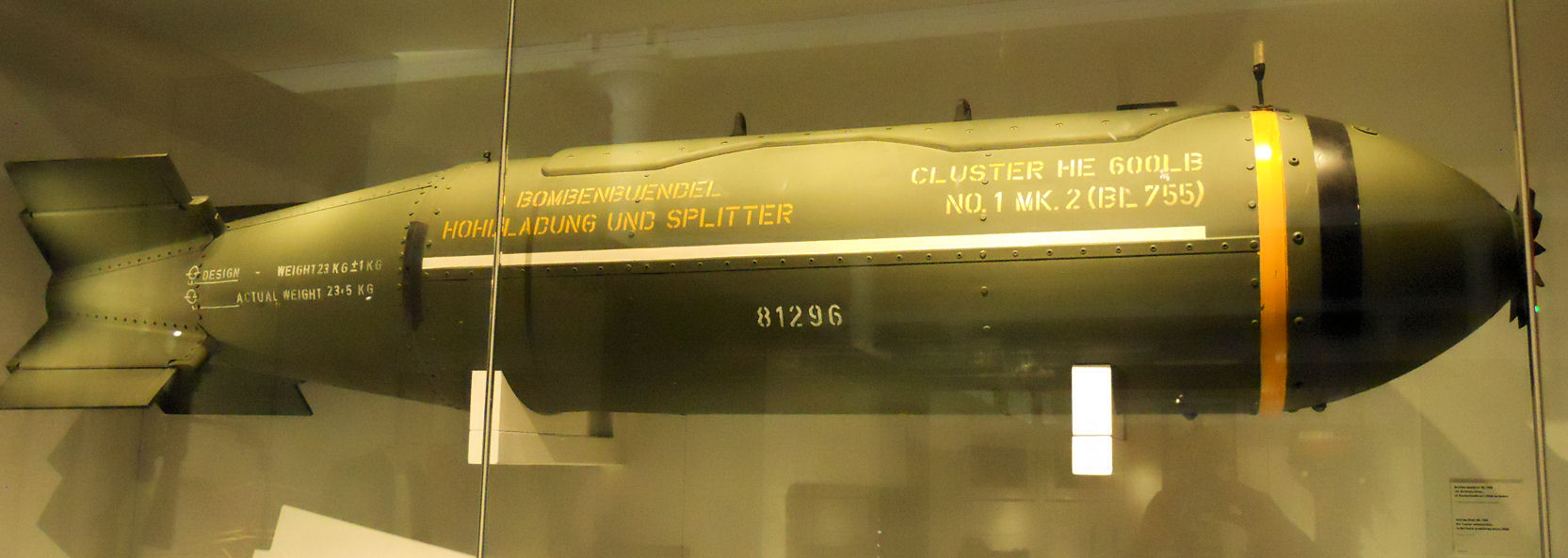
Une BL755 dans un musée.

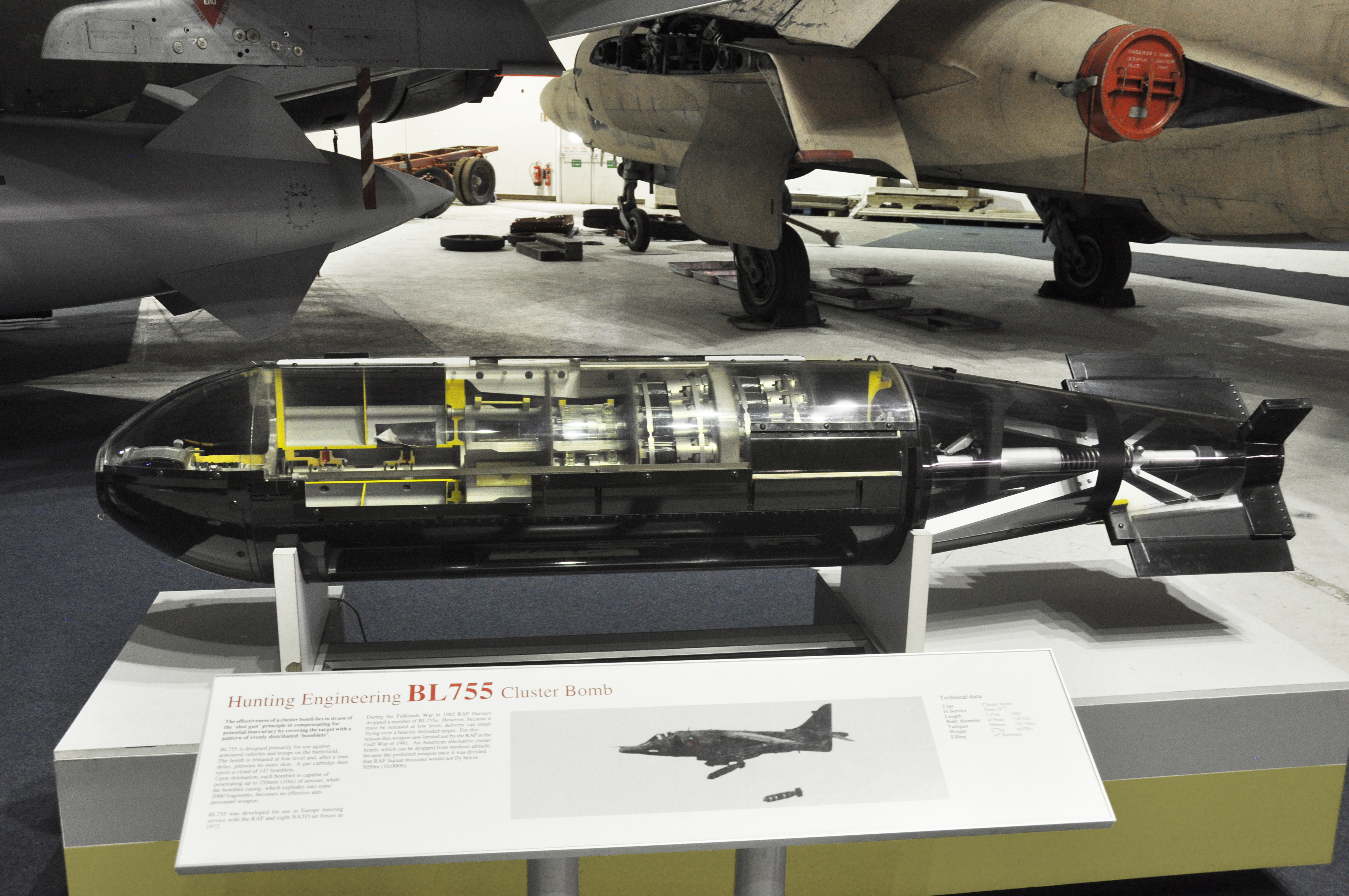
Coupe d'une BL755.

La BL755 est une bombe à sous-munitions aérienne fabriquée au Royaume-Uni à partir de 1972.

## Avions porteurs
- BAE Harrier Gr.3/5/7/9
- Fairchild A-10A „Thunderbolt II“
- SEPECAT Jaguar Gr.1/4
- Panavia Tornado Gr.1/4
- BAE Hawk T.Mk.1
- Chengdu J-7 „Fishbed“
- NAMC Q-5 „Fatan“
- SOKO J-22 „Orao“ / IAR-93 „Vultur“
- Breguet/Dornier Alpha Jet A
- Lockheed F-16 Fighting Falcon
- Lockheed F-104G „Starfighter“
- Hawker Hunter F.Mk.58
- Mikoyan MiG-27 „Flogger“
- Mikoyan MiG-21 „Fishbed“
- Northrop F-5E/F „Tiger II“
- McDonnell Douglas F/RF-4/D/E/F/M „Phantom II“

## Pays utilisateurs
- Éthiopie
- Belgique
- Allemagne
- Grèce
- Inde
- Iran
- Italie
- Pays-Bas
- Nigeria
- Oman
- Pakistan
- Portugal
- Arabie saoudite
- Suisse
- Serbie
- Zimbabwe
- Émirats arabes unis
- Royaume-Uni

## Sources
- (de) « BL755 bei DTIG »
- (en) « Air Britain »